# پردازنده شبکه ایکس‌پی۲۳۵۰ اینتل

## پردازنده شبکه IXP2350

### نقاط برجسته محصول
1. دارای چهار ریزموتور   چند نخی با قابلیت برنامه‌ریزی کامل و حافظه ذخیره‌سازی کنترل بالا  برای پکت فورواردینگ تک تراشه‌ای و مدیریت ترافیک، تا 4.9 Gops
2. یک هسته Intel Xscale 32-بیتی یکپارچه با توان مصرفی پایین دارای یک کنترلر حافظه، انسجام کش  و L2 push cache برای پردازش طرح کنترل با کارایی بالا
3. ویژگی‌های گسترده تجمیع هم بندی‌های فیزیکی مبتنی بر استانداردها، پردازش سرعت بالا و تسریع رمزنگاری، موجب صرفه جویی در هزینه، پاور، و فضای بورد می‌شوند.
4. محیط توسعه جامع موجب توسعه و نمونه‌سازی سریع محصول می‌شود.
5. بلاک‌های سازنده برنامه‌های کاربردی از اینتل و شرکت‌های شخص ثالث، روند عرضه به بازار  را تسریع می‌کنند.
6. توان مصرفی پایین و بسته‌بندی فشرده، موجب کاهش هزینه سیستم می‌شود.
7. چارچوب نرم افزاری Intel IXA امکان قابلیت استفاده مجدد از نرم افزار را به مشتری‌ها داده و موجب کاهش ریسک توسعه می‌شود.

### مروری بر محصول
تجهیزات طراحی شده برای برنامه‌های کاربردی لبه  و دسترسی  شبکه نیازمند کارایی پردازشی بالایی برای پشتیبانی سرویس‌های ارزش افزوده  شبکه در نرخ خط ‌های T1/E1 تا 2 Gbps می‌باشند. شرکت‌های تجهیزات شبکه باید به سرعت این سرویس‌ها را اضافه کنند و زمان و هزینه توسعه را به کمترین حد ممکن برسانند. برای تأمین این نیازها و گسترش طول دوره عرضه، پردازنده‌های شبکه‌ای باید کارآیی را با انعطاف‌پذیری برنامه‌ریزی ترکیب کنند. بعلاوه، شرکت‌ها با پیاده‌سازی واسط‌های مبتنی بر استاندارد، بتوانند با استفاده مجدد کد، تولید مولفه‌ها را ساده‌تر و با هزینه کمتری انجام دهند. این امر موجب تسریع چشمگیری در زمان عرضه به بازار و استفاده مجدد کد می‌شود.
با اضافه شدن پردازنده شبکه IXP2350 Intel به خط تولید، اکنون پردازنده شبکه‌های IXP2XXX، کارآیی مقیاس پذیر از T1/E1 تا OC-192/10 Gbps را پشتیبانی می‌نمایند. این محصول میان دوره  موجب تجدید و نوسازی معماری قابل برنامه‌ریزی کامل اینتل، کاهش نقاط هزینه/کارآیی برای کاربردهای لبه و دسترسی، شامل وسیله‌های دسترسی پهنای باند وسیع، سیستم‌های زیرساخت بی سیم، روترها و سوئیچ‌های چند-سرویسه  می‌شود. پردازنده IXP2350 دارای قابلیت کامل برنامه‌ریزی بوده و برای پشتیبانی بازبینی دقیق پکت با سرعت خط، مدیریت ترافیک، و فورواردینگ روی یک تراشه، ویژگی‌های معماری کلیدی خط تولید IXP42X و IXP2XXX را در یک جا جمع می‌کند. معماری ذخیره و فوروارد  این پردازنده، یک هسته Xscore بهبود یافته اینتل با کارآیی بالا، چهار عدد ریزموتور 32-بیتی چند نخی مستقل، تسریع رمزنگاری مبتنی بر سخت افزار، و یک کنترلر کانال 256 HDLC را به منظور بالابردن تحویل تا 4.9 Gops ترکیب می‌کند.
پردازنده شبکه IXP2350 قدرت پردازشی کافی برای اجرای کاربردهایی که قبلاً نیازمند ASIC‌های سرعت بالای گران قیمت بود، را دارد.
برای تأمین تقاضای نیازمندی‌های کارآیی طرح داده‌ای  امروز و فردا، پردازنده شبکه IXP2350 اینتل یک پردازنده طرح کنترلی قدرتمند، یکپارچه را در یک تراشه یکسان فراهم نموده‌است. هسته سرعت بالا (تا 1.2 GHz)، ویژگی‌های حافظه و I/O پیشرفته، مثلاً یک کنترلر حافظه مخصوص، که انسجام chache و L2 Push cache، را با هم یکی می‌کند، مشتری‌ها را به حذف یک پردازنده طرح داده خارجی در کاربردهای بسیاری قادر می‌کند. برای نمونه، در یک 3G base-station transport line cord، سیگنالینگ کنترل نسل 3 وظیفه – سنگین  و توابع رمزنگاری IKE می‌توانند با استفاده از پردازنده‌های طرح داده توکار پردازنده‌های شبکه IXP2350 انجام شوند.
ویژگی‌های کمک سخت افزاری  در پردازنده شبکه IXP2350 کارآیی طرح داده را افزایش داده و توسعه را ساده‌تر می‌نماید. پردازنده شبکه IXP2350 علاوه بر حافظه محلی برای ریز موتورها، حاوی منابع توکاری برای وظایفی همچون قطعه بندی و همبندی   مد ATM ، برچسب زمانی  برای حمایت از اندازه‌گیری جریان، و یک تابع ضرب برای محاسبات الگوریتمی پیچیده همچون کیفیت سرویس  می‌باشد. پردازنده‌های شبکه، به منظور بهبود سودمندی توسعه دهنده و ساده‌سازی جریان‌های کد، انجام تغییرات در پکت به منظور تراز نمودن بایتی  را خودکار می‌نماید.

### انعطاف‌پذیری کاربردی
توانایی پردازنده شبکه IXP2350 در پشتیبانی از نرخ خط تا full duplex 2 Gbps (یا OC-12/1 Gbps با headroom قابل توجه)، آن را برای طیف وسیعی از کاربردها همچون کاربردهای زیر، ایدآل می‌کند:
1. DSL Access Multiplexers (DSLAMs)
2. لایه‌های انتقال شبکه دسترسی رادیویی 2.5G و 3G با زیرساخت بی سیم
3. درگاه‌های تجمیع  نقاط دسترسی  مربوط به شبکه‌های  WLAN
4. WiMAX (802.16x) basestations
5. سوئیچ‌های چند سرویسه  WAN
6. تجهیزات CMTS
7. روترهای تجاری

قابلیت برنامه‌نویسی پردازنده‌های شبکه IXP2350 آن‌ها را برای کاربردهایی همچون: درگاه‌های VoIP ، پلتفورم‌های دسترسی چند سرویسی، متمرکزکننده‌های دسترسی راه دور، درگاه‌های شبکه‌های خصوصی مجازی، و کاربردهای متفاوت دیگری مناسب ساخته‌است.
مدل‌های کاربرد پردازنده‌های شبکه‌ای AXP2350 عبارتند از:
1. تجمیع، SAR نمودن با مد ATM، سیاست گذاری، فورواردینگ و تبدیل پروتکل در trunk cord‌ها یا به عنوان line cord‌های هوشمند در تجهیزات DSLAM / mini-DSLAM
2. تجمیع، فورواردینگ، و تبدیل پروتکل در تجهیزات CMTS
3. SAR نمودن با مد ATM، رمزنگاری و تبدیل پروتکل در یک basestation/radio network controller
4. تونلینگ GTP و فورواردینگ Ipv6 در زیرساخت بی سیم
5. تجمیع، شکل‌دهی ترافیک، سیاست گذاری، فورواردینگ، و تبدیل پروتکل در سوئیچ‌های WLAN یا ایستگاه‌های پایانی WiMAX
6. SAR نمودن با مد ATM، شکل‌دهی ترافیک، سیاست گذاری، تبدیل پروتکل، و تجمیع برای سوئیچ‌های چند-سرویسه WAN
7. تعدیل بار  آگاه از محتوی، فورواردینگ، و سیاست‌گذاری برای برنامه‌های کاربردی
8. تجمیع چند گیگابایتی با فورواردینگ و QoS در یک WLAN access point aggregation gateway
9. VLAN، فورواردینگ، مدیریت کیفیت سرویس در بیش از 3 میلیون پکت در هر پانیه در یک کاربرد روتر تجاری

### تازه‌های معماری سخت افزاری
کلید قابلیت‌های کارآیی پردازنده شبکه IXP2350، رویکرد پردازش شبکه‌ای منحصر به فرد اینتل می‌باشد که به یک مسئله پردازش جریان سلول/بسته اجازه می‌دهد تا به چندین وظیفه متوالی قابل اتصال به همدیگر تبدیل شود. طراحی سخت افزار از اشتراک‌گذاری سریع و انعطاف پذیر دیتا و سیگنال‌های رویداد میان نخ‌ها و ریز موتورها برای مدیریت عملیات وابسته به دیتا میان چندین طبقه پردازش موازی با تاخیر حداقل استفاده می‌نماید. ترکیب پایپلاین نرم افزاری انعطاف پذیر و ارتباط میان پردازشی  سریع، این اجازه را می‌دهد که پردازنده شبکه IXP2350 ظرفیت پردازشی قوی را در نرخ خط‌هایی در بازه T1/E1 تا 2 Gbps تحویل دهد.
معماری پردازنده شبکه اینتل، نوآوری‌های اساسی را به منظور حصول اطمینان از ارتباط با تاخیر-پایین میان پردازش‌ها پیاده‌سازی می‌نماید:
1. رجیسترهای همسایه بعدی  به ریزموتورها این توانایی را می‌دهد تا دیتا و اطلاعات حالت  را به سرعت به ریزموتورهای همسایه عبور دهد.
2. گذرگاه‌های مد بازتابنده این اطمینان را می‌دهند که چندین ریزموتور بتوانند دیتا و سیگنال‌های رویداد glogal را با استفاده از باس‌های 32-بیتی بدون جهت، متصل‌کننده مؤلفه پردازش داخلی پردازنده شبکه و منابع حافظه، به اشتراک بگذارند.

1. رجیسترهای Ring Buffer مکانیزم با کارآیی بالایی را برای لینک منعطف وظایف بین چندین پایپلاین نرم افزاری فراهم می‌نماید. Ring Bufferبه توسعه دهندگان اجازه برپاسازی کارآی روابط «تولیدکننده-مصرف‌کننده» بین ریز موتورها، انتشار کارآی نتایج میان پایپلاین‌ها به ترتیب FIFO را میسر می‌سازد. برای به حداقل رساندن تاخیر مربوط به ارجاع حافظه خارجی، ساختار رجیسترها با مرتبط ساختن 16 وارده از حافظه قابل آدرس دهی محتوی  کامل می‌شود. با پیکربندی CAM به عنوان یک chache توزیع شده، اجازه داده می‌شود تا چندین نخ و ریز موتور برای دستکاری دیتای یکسان به‌طور هم‌زمان عمل کنند.

پردازنده شبکه کارآی Ixp2350 شرکت اینتل قابلیت برنامه‌نویسی را به منظور سرعت دادن به توزیع سرویس هوشمند شبکه تحویل می‌دهد. Intel IXA، معماری پردازنده شبکه اینتل، توسعه دهندگان برنامه‌های کاربردی برای پردازنده شبکه را قادر به مقایسه با برنامه‌های کاربردی دیگر و تولیدات متوالی از محصولات شبکه‌ای می‌کند. Intel IXA حاوی مجموعه‌ای از ابزارهای پیاده‌سازی برای خط تولید IXP2XXX، محیط توسعه گسترده‌ای را فراهم می‌آورد که می‌تواند تا حد چشمگیری زمان عرضه به بازار (TTM) را سرعت ببخشد و سرمایه‌گذاری‌های مشتری روی نرم افزار را گسترش دهد.

### محیط توسعه
محیط توسعه Intel IXP2350 شامل بسته توسعه نرم افزاری  IXA   (Intel IXA SDK) توسط یک پلتفرم توسعه سخت افزاری با پشتیبانی از نرم افزار و ابزار، تکمیل شده‌است. SDK با فراهم آوردن ابزارهای سطح بالا، پشتیبانی از سیستم عامل توکار، چارچوب نرم افزاری Intel IXA، کتابخانه ها/بلوک‌های سازنده نرم افزار، و برنامه‌های کاربردی مرجع که مشتریان را قادر به ارزیابی می‌نماید، کارآیی را اثبات و تنظیم می‌کند و یک سری برنامه‌های کاربردی برای پردازنده شبکه، جهت تأمین نیازمندی‌های محصول و کمینه کردن زمان TTM فراهم می‌آورد.
پلتفرم توسعه سخت افزار، برای رسیدن به حداکثر انعطاف‌پذیری در طراحی، متشکل از یک استاندارد صنعتی اسکلت فاکتور، یک بورد پایه IXP2350 ، و یک انتخاب از کارت‌های رسانه‌ای پیمانه‌ای  می‌باشد. نرم افزارها و سیلیکون‌های مکمل از اعضای Intel Communication Alliance و شرکت‌های شخص ثالث دیگر، طراحی شده‌اند تا با کار کردن کنار هم بتوانند انعطاف‌پذیری و مقیاس‌پذیری را فراهم آورند و سطوح کارآیی مورد نیاز برای تأمین نیازهای فردای شبک‌های کارآیی-بالا  را تأمین نمایند.

### ویژگی‌ها و مزایای پردازنده IXP2350
| ویژگی‌ها | مزیت‌ها |
| --- | --- |
| 4 ریز موتور یکپارچه قابل برنامه‌ریزی MEv2 با حافظه برنامه 8k اجرایی تا 900 Mhz | پردازنده‌های RISC چند نخی انعطاف‌پذیر می‌توانند طوری برنامه‌ریزی شوند که پردازش دریافت و ارسال هوشمند داشته باشند، با یک محیط توسعه نرم افزار قوی برای تئسعه سریع محصول.                          |
| هسته یکپارچه اینتل Xscale: - 32Kbytes – Instruction cache - 32Kbytes – Data cache - Up to 1.2 GHz | هسته ریسک 32-بیتی برای پردازش با کارآیی بالای الگوریتم‌های پیچیده، نگهداری جداول مسیریابی، و وظایف مدیریتی سطح سیستم. هزینه سیستم پایین‌تر با حذف پردازنده هاست خارجی.                          |
| L2 push cache یکپارچه با ظرفیت 512 Kbyte | بهبود کارآیی CPU و MEv2 به Intel Xscale core و PCI-to-Intel Xscale core communication |
| دو واسط مدیای دو واسط مدیای 32 بیتی (Rx و Tx) قابل برنامه‌ریزی به عنوان SPI-3 یا UTOPIA. | پشتیبانی استاندارد صنعتی سلول و واسط پکت به رسانه و فابریک؛ ساده‌سازی طراحی و واسط به یک ASIC سفارشی.                                                                                          |
| هر مسیر، قابل پیکربندی به 4×8 bit، 4×16 bit، 4×32 bit یا ترکیبی از مسیر داده‌های 8 و 16 بیت می باشد. | پشتیبانی تا 127 پورت با استفاده یک مد 16-bit UTOPIA MPHY. |
| دو Gigabit Ethernet MAC یکپارچه | هزینه، توان و وضعیت سیستم را پایین‌تر می‌آورد. |
| دو 10/100 Ethernet MAC یکپارچه | می‌تواند به عنوان پورت‌های اشکال زدایی یا پورت‌های سیگنال کنترلی استفاده شود. |
| کنترلر سریال سرعت بالای یکپارچه: - کنترلر کانال 256 HDLC (64 کانال زمانی که با remap برچسب زمانی داینامیک پیکربندی شده) - ATM-TC - لینک‌های TDM تا 16xT1/E1/J1 | مالتیپلکسینگ معکوس روی ATM (IMA) انجام می‌دهد که هزینه سیستم، توان و وضعیت واقعی بورد پایین تری را دارد.                                                                                       |
| شتاب دهنده رمزنگاری یکپارچه | توانایی رمزنگاری پر حجم (DES/SHA-1) را تا 200Mbps فراهم می‌کند. از الگوریتم‌های رمزنگاری AES، DES، و 3DES نیز مثل الگوریتم‌های درهم‌سازی SHA-1 و MD5 پشتیبانی می‌کند.                              |
| دو واسط DDR DRAM استاندارد صنعتی: - یک کانال 64 بیت + ECC DDR300 (تا 2GB) با تاخیر پایین که به منظور استفاده در ریز موتور، بهینه شده (در پیکربندی 300 MHz MEv2 موجود نیست) - یک کانال 32 بیت + ECC DDR300 (تا 1GB) با تاخیر پایین که به منظور استفاده در هسته Intel Xscore بهینه شده‌است. | زیر سیستم حافظه، از مدل پردازشی ذخیره – و – هدایت پردازنده شبکه، پشتیبانی می‌نماید. کانال‌های حافظه جداگانه برای هسته Intel Xscore و ریزموتورها، موجب بهبود کارآیی طرح داده و طرح کنترل شده‌است. |
| انسجام I/O برای DRAM هسته Intel XScore | بهبود کارآیی از طریق ارتباطات با طرح داده/طرح کنترل تسریع شده. |
| یک واسط QDR SRAM استاندارد صنعتی (در پیکربندی 300 MHz MEv2 موجود نیست) | فراهم نمودن واسط استاندارد صنعتی برای زیر سیستم حافظهٔ جداول جستجو و لیست‌های دسترسی، یا کمک پردازنده‌ها (مثل CAM/TCAM)                                                                          |
| واسط کنترل غیرهمگام از طریق یک باس گسترشی 16 بیتی، از وسیله‌هایی با پورت‌های کند 8 یا 16 بیتی پشتیبانی می‌نماید. | فراهم نمودن واسط کنترل صنعتی برای متصل شدن به پورت ریزپردازنده وسیله فیزیکی و حافظه فلش. فراهم نمودن یک اتصال مستقیم به DSP از طریق HPI                                                       |
| پشتیبانی سخت افزاری برای صف بندی دسترسی به حافظه | ساده‌تر نمودن توسعه برنامه کاربردی و کاهش هزینه سیستم |
| پشتیبانی از JTAG | بهبود توانایی اشکال زدایی سخت افزاری |
| Intel IXA Software Development Kit (SDK) Intel Hardware Development Platform | TCA پیشرفته استاندارد صنعتی از فاکتور طراحی ارجاع سخت افزاری و آخرین وضعیت ابزارهای توسعه، از طریق سخت افزار قوی و ابزارهای توسعه نرم افزار، موجب بهبود زمان TTM شده‌است.                      |
| 1752 ball FCBGA 42.5 mm x 42.5 package | به حداقل رساندن لایه‌های بورد، فراهم نمودن مسیریابی لایه بورد سریع تر و هزینه پایین تر. |

### مشخصه‌های معماری پردازنده IXP2350
| شرح | مشخصات |
| --- | --- |
| انواع Intel IXP2350 NPU | - 600/300 (600 MHz Intel XScale core/300 MHz 4ME) - 900/600 (900 MHz Intel XScale core/600 MHz 4ME) - 900/900 (900 MHz Intel XScale core/900 MHz 4ME) - 1200/600 (1200 MHz Intel XScale core/600 MHz 4ME) |
| فرکانس کاری هسته ریزموتور | (MEv2) 300 MHz, 600 MHz, 900 MHz |
| فرکانس کاری هسته Intel Xscale | 600 MHz, 900 MHz, 1200 MHz |
| فضای ذخیره کنترل برنامه‌ریز موتور | دستورالعمل‌های 8k (8k x 40-bit) به ازای هر ریزموتور |
| واسط دریافت (UTOPIA, SPI-3) | - کاملاً مستقل از مسیر Tx - سیگنال داده، 2 کلاک، سیگنال کنترل و توازن - سیگنالینگ 3.3V LVTTL (لبه سیگنال) کلاکینگ همگام w/global - قابل پیکیربندی برای UTOPIA (1/2/3)؛ SPI-3 (POS-PHY 2/3) - مدهای SPI-3 و UTOPIA ترکیب کانال‌های 8 بیت و 16 بیت را ممکن می‌سازد. - فرکانس کاری تا 104 MHz                                                                           |
| واسط ارسال (UTOPIA, SPI-3) | - کاملاً مستقل از مسیر Tx - 32 سیگنال داده، 2 کلاک، سیگنال کنترل و توازن - سیگنالینگ 3.3V LVTTL (لبه سیگنال) کلاکینگ همگام w/global - قابل پیکیربندی برای UTOPIA (1/2/3)؛ SPI-3 (POS-PHY 2/3) - مدهای SPI-3 و UTOPIA ترکیب کانال‌های 8 بیت و 16 بیت را ممکن می‌سازد. - فرکانس کاری تا 104 MHz                                                                        |
| MAC گیگابیت اترنت با واسط GMII/RGMII/MII/TBI                                                                                                 | - حداکثر 2 عدد - بسته به مدهای کاری، ممکن است تمام پورت‌های گیگابیت اترنت دردسترس نباشند. |
| MAC‌های اترنت 10/100 با واسط‌های MII/RMII | دو عدد برای اشکالزدایی و پورت‌های سینال کنترل |
| کنترلر سریال سرعت بالای یکپارچه | - کنترلر کانال 256 HDLC (وقتی با remap برچسب زمانی پویا پیکربندی شده باشد 64 کانال دارد) - ATM روی کنترلر سریال - لینک‌های TDM با حداکثر 16xT1/E1/J1 - ATM-TC |
| شتاب دهنده رمزنگاری یکپارچه | - الگوریتم‌های رمزنگاری AES, DES و 3DES - الگوریتم‌های درهم‌سازی SHA-1 و MD5 - رمزنگاری توسط firmware ارائه شده توسط اینتل انجام می‌شود. |
| دیگر ویژگی‌های سخت افزاری یکپارچه | - واحد درهم‌سازی سخت افزاری (48، 64 و 128 بیت) - حافظه چرکنویس 16 کیلوبایتی - SRAM پیام 128 کیلوبایتی - دو پورت سریال UART برای اشکالزدایی - حداکثر 16 پین I/O همه منظوره - 4 تایمر 32 بیتی - کنترلر وقفه - watchdog - تایمر همه منظوره - کنترلر گذرگاه گسترشی قابل پیکربندی با آدرس 24 بیتی با پشتیبانی از پورت موازی ریزپردازنده 8 یا 16 بیت، فلش و HPI 8/16 بیت |
| واسط PCI | واسط موافق PCI 2.2 32 یا 64 بیتی، کار در 66 مگاهرتز یا 33 مگاهرتز |
| واسط SRAM (QDR) تک کانال (در پیکربندی 300 MHz MEv2 موجود نیست)                                                                               | پشتیبانی از هر دو نوی QDR I و QDR II. پیک پهنای باند 1.6 GBps به ازای هر کانال در فرکانس 200 MHz (800 Mbytes/sec read, 800 Mbytes/sec write)؛ حداکثر تا 16 مگابایت به ازای هر کانال؛ جفاظت شده با پریتی. |
| DDR DRAM دو کانال: - کنترلر DDR 64 بیتی CPP برای MEv2 (روی پیکربندی 300 MHz MEv2 موجود نیست) - کنترلر DDR 32 بیتی XSI برای هسته Intel XScale | - کانال CPP: پیک پهنای باند 2.4 GBps (19.2 Gbps) به ازای هر کانال در فرکانس 150 مگاهرتز، حافظه حداکثر تا 2 گیگابایت؛ محافظت شده با EEC؛ واسط به پهنای 64 بیت - کانال XSI: پیک پهنای باند 1.2 GBps (9.6 Gbps) به ازای هر کانال در فرکانس 150 مگاهرتز، حافظه حداکثر تا 1 گیگابایت؛ محافظت شده با EEC؛ واسط به پهنای 32 بیت                                          |
| دمای کاری تجاری | 0 درجه سلسیوس تا 70 درجه سلسیوس |
| دمای کاری تمدید یافته | 40- درجه سلسیوس تا 85 درجه سلسیوس |
| منبع تغذیه | - Vdd = 1.2V + /-5% (Core) - Vdd1 = 1.5V + /-5% (QDR) - Vdd2 = 2.5V + /-5% (DDR) - Vdd3 = 3.3V + /-5% (Media, PCI, I/O) |
| اتلاف انرژی | - معمولاً 6.0 وات، حداکثر 7.5 وات *** 600/300 - معمولاً 9.0 وات، حداکثر 10 وات *** 900/600 - معمولاً 11 وات، حداکثر 12.2 وات *** 900/900 - معمولاً 9.0 وات، حداکثر 11 وات *** 1200/600 *** با استفاده نکردن از تمام I/O‌ها می‌تواند کمتر هم بشود. |
| پکیج | 1752-ball FCBGA 42.5 mm x 42.5 mm |
| Solder ball pitch | 1mm |

### معماری تبادل اینترنت اینتل  (Intel IXA)
Intel IXA یک معماری پردازش بسته می‌باشد که بستری را برای قابلیت جابجایی نرم افزار بین چندین نسل پردازنده‌های شبکه مهیا می‌کند. Intel IXA مبتنی بر ریز موتورهای قابل برنامه‌ریزی، تکنولوژی Intel Xscale و چارچوب نرم افزاری Intel IXA می‌باشد. اطلاعات بیشتر درباره Intel IXA و خط تولید پردازنده شبکه اینتل، در آدرس‌های لیست شده در زیر موجود است.

### Intel Communications Alliance
توسعه دهندگان با پلتفرم‌های توسعه اینتل می‌توانند سیستم‌های گسترده‌ای را با ترکیب محصولات اینتل و شرکت‌های شخص ثالث (جهت سرعت بخشیدن به TTM و کاهش هزینه‌های پیاده سازی) طراحی کنند. برای کسب اطلاعات بیشتر از شرکت‌های شخص ثالث Intel Communications Alliance که از پردازنده‌های شبکه اینتل و محیط‌های توسعه آن‌ها پشتیبانی می‌کنند به آدرس: www.intel.com/go/ic مراجعه نمایید.

### راه‌های ارتباطی اینتل
| شرح                         | مشخصات |
| --------------------------- | --- |
| صفحه وب پردازنده شبکه اینتل | intel.com/go/networkprocessors                                                                                        |
| سایت توسعه دهنگان           | developer.intel.com                                                                                                   |
| اینتل در ارتباطات           | intel.com/communications                                                                                              |
| خطوط برای کسب اطلاعات کلی   | (800) 628-8686 or (916) 356-3104 5 a.m. to 5 p.m. PST                                                                 |
| مرکز نشریات اینتل           | (800) 548-4725 7 a.m. to 7 p.m. CST (U.S. and Canada) International locations please contact your local sales office. |